# Pelikanfallet (roman)
Pelikanfallet från 1992 är en kriminalroman av John Grisham. 
Berättelsen börjar med mordet på två mycket olika domare i USA:s högsta domstol, en i sitt hem och en på en porrbiograf. Allmänheten spekulerar över vem som skulle ha kunnat mörda dem medan bokens huvudperson, juridikstudenten Darby Shaw, beslutar sig för att undersöka de båda domarnas fall och misstänker att det riktiga motivet varit girighet snarare än av politiska skäl. Hon skriver att oljemagnaten Victor Mattiece beställt morden för att han ville borra efter olja i ett träskområde i Louisiana, som var ett stort naturområde för en utrotningshotad pelikanart.  Mattice har överklagat ett fall för att få tillgång till marken, och det är ett fall som antas gå till högsta domstolen. 
Det enda de två mördade domarna hade gemensamt var sitt miljöintresse. Därför antar Darby att Mattiece, som har en tidigare affärsrelation med presidenten, hoppas att kunna vända fallet till sin fördel genom att eliminera domarna. Detta genom att presidenten skulle kunna utse domare som troligen skulle döma till Mattieces fördel. 
Darby visar fallet, vilket kommer att kallas 'Pelikanfallet' för sin juridikprofessor/mentor/älskare, Thomas Callahan, som visar det för sin vän i Washington, Gavin Verheek, en jurist som arbetar för FBI. Båda männen dödas kort därefter.  
Darby blir rädd att hon är nästa måltavla och flyr. Hon kontaktar reportern Gray Grantham på Washington Herald (Herald existerar inte, men man lyckades inte få tillstånd att använda Washington Post så bytte man ut det mot Herald) . De båda börjar undersöka om hennes teori stämmer.
Presidenten försöker dölja sitt band till Mattiece, vilket skulle kunna skada honom politiskt. FBI vill plocka in Darby för att skydda henne och verifiera hennes historia. Mattieces allierade försöker döda henne.

## Slutet
Alla bitar faller så småningom på plats. Grantham lyckas få fram ett vittnesmål från en anonym advokat "Garcia" som pekar på att hans advokatkontor, som arbetat för Mattiece, varit inblandat. Med all denna bevisning går Grantham och Darby till Heralds chefredaktör och historien hamnar i nästa nummer med fotografier på Mattiece med flera. Darby får vittnesskydd och flyttar till Karibien.